# Cinquena dimensió
En física, una seqüència de N nombres pot ser entesa per representar un lloc en un espai de N dimensions. Quan N = 5, hom pot parlar de la cinquena dimensió. Aquest ús pot ocórrer en discussions sobre la quarta dimensió. L'espai abstracte de cinc dimensions passa sovint en les matemàtiques, és perfectament construïble. Si l'univers real és o no de 5 dimensions, això pot ser explorat en moltes branques de la física com en l'astrofísica i física de partícules.

## Cinquena dimensió en física
En física, la cinquena dimensió és una hipotètica dimensió extra, més enllà de les 3 dimensions espacials i una de temps. Alguns científics han especulat que el gravitó, una partícula que està associada a l'efecte de la força de gravetat, pot sortir a una cinquena o més dimensions i això explicaria per què la força de gravetat és significativament més feble que les altres forces fonamentals.
La teoria Kaluza-Klein fa servir la cinquena dimensió per a unificar la gravetat amb la força electromagnètica. La idea consisteix en el fet que una partícula en un camp electromagnètic i que, per tant, que aparentment no segueix la línia més recta possible vista des de les tres dimensions espacials, pot ser tractada matemàticament com una partícula seguint la línia més recta possible, línia anomenada geodèsica d'un espaitemps amb una dimensió extra. Com que l'espaitemps de la teoria de la relativitat és una varietat pseudoriemanniana {\displaystyle ({\mathcal {M}},g)} de dimensió 4, l'espaitemps ampliat de Kaluza-Klein seria una varietat de dimensió 5. La "invisibilitat" aparent de la nova dimensió s'explica en un dels models de Kaluza-Klein en què l'espaitemps ampliat té l'estructura topològica {\displaystyle {\mathcal {M}}\times S^{1}}, i de fet cada punt de l'espaitemps convencional és un petit cercle de dimensions inferiors a les atòmiques. Aquesta teoria es considera modernament com una teoria d'unificació, amb grup unificador del cercle {\displaystyle SEU(1)[=S^{1}]}. La teoria-M amplia aquesta idea i suggereix que l'espaitemps té 11 dimensions, 7 dels quals estan sota el nivell subatòmic.
El 1993 el físic Gerardus 't Hooft va publicar el principi hologràfic, el qual explica que la informació d'una dimensió extra és visible com una curvatura de l'espaitemps amb una dimensió menys. Per exemple, els hologrames són imatges de 3 dimensions col·locades en una superfície de 2 dimensions, la qual cosa dona a la imatge una curvatura quan l'observador es mou. Similarment, en relativitat general, la quarta dimensió es manifesta en 3 dimensions observables com la curvatura d'un sender d'un moviment de partícula (criteri) infinitesimal. Hooft ha especulat que la cinquena dimensió és realment la fàbrica de l'espaitemps.

## Cinquena dimensió en matemàtiques

### Hiperpoliedres o politopos

Demostració d'1 a 5 dimensions

En cinc o més dimensions, només hi ha tres hiperpoliedres o polítops regulars. Per a N dimensions, aquests són: 
1. El n+1-simplex, que té N+1 vèrtexs, tots en distàncies iguals l'un de l'altre i construït usant N+1 símplex de dimensió N-1. Per exemple, el símplex de 3 dimensions és el tetraedre i el símplex de cinc dimensions és l'hexatetràedre, que té 6 vèrtexs, 15 arestes, 20 cares (cadascuna un triangle), 15 cel·les (o sòlids, cadascun un tetraedre) i 6 hipercel·les (cadascuna un pentàcor).
2. El polítop mesurat, o hipercub, té 2N vèrtexs, dels quals poden ser escrits (± 1, ± 1,..., ± 1) per a alguns ajustaments compatibles d'eixos. Consisteix en 2N polígons mesurats de la següent dimensioni menor. Les cinc dimensions mesures d'un polígon és decaure o pentaracto, té 32 vèrtexs, 80 arestes, 80 cares (cadascuna quadrat) 1 40 cel (com una galleda), i 10 hiperceldas (cadascuna teseracto)
3. El politopo de creu, amb 2N vèrtexs, en parells en costats de N eixos coordinats, consisteix en 2N simples de N-1. El polígon de creu de cinc dimensions és un triacontakaiditeron o pentacruz, amb 10 vèrtexs, 40 arestes, 80 cares (cadascuna triangle), 80 cel (cadascuna Tetrahedron), i 32 hiperceldas (cadascuna pentacoron)

El polígon dual d'un simplex és un simplex. Un polígon mesurat i un polígon de creu de la mateixa dimensió és dual un a l'altre.
Aquestes són imatges projectades de les arestes d'un decateron regular o pentaracto.